# Aalst
Aalst (llamada Alost en español y francés) es una ciudad flamenca a orillas del río Dender, 30 km al noroeste de Bruselas. Está localizada en la provincia de Flandes Oriental. El municipio comprende la propia ciudad de Aalst y los distritos de Baardegem, Erembodegem, Gijzegem, Herdersem, Hofstade, Meldert, Moorsel y Nieuwerkerken. El alcalde actual de Aalst es Christoph D'Haese, del partido N-VA (Alianza Neo-Flamenca). Todavía mantiene una disputa con Dendermonde (al norte), que data de la Edad Media. Aalst se encuentra en la región del Dender. El centro de Aalst se halla en gran parte en el valle del Dender, a una altitud de aproximadamente 10 a 20 metros sobre el nivel del mar. El punto más alto de la ciudad de Aalst está a medio camino entre el centro de Aalst y el distrito de Herdersem, a 30 metros sobre el nivel del mar (Bosveld), y el más alto de todo el territorio de Aalst está en Kravaalbos, distrito de Meldert, a 73 metros sobre el nivel del mar. Al este, sureste, sur y suroeste de la ciudad de Aalst se hallan las colinas. Al sureste de Aalst se encuentra el Pajottenland, con picos que alcanzan los 74-92 metros, y al suroeste las 'colinas frontales' de las Ardenas flamencas, con picos entre 67 y 85 metros de altura. Aalst está ubicada geográficamente en el centro de Bélgica, a medio camino entre Gante y Bruselas.

## Historia

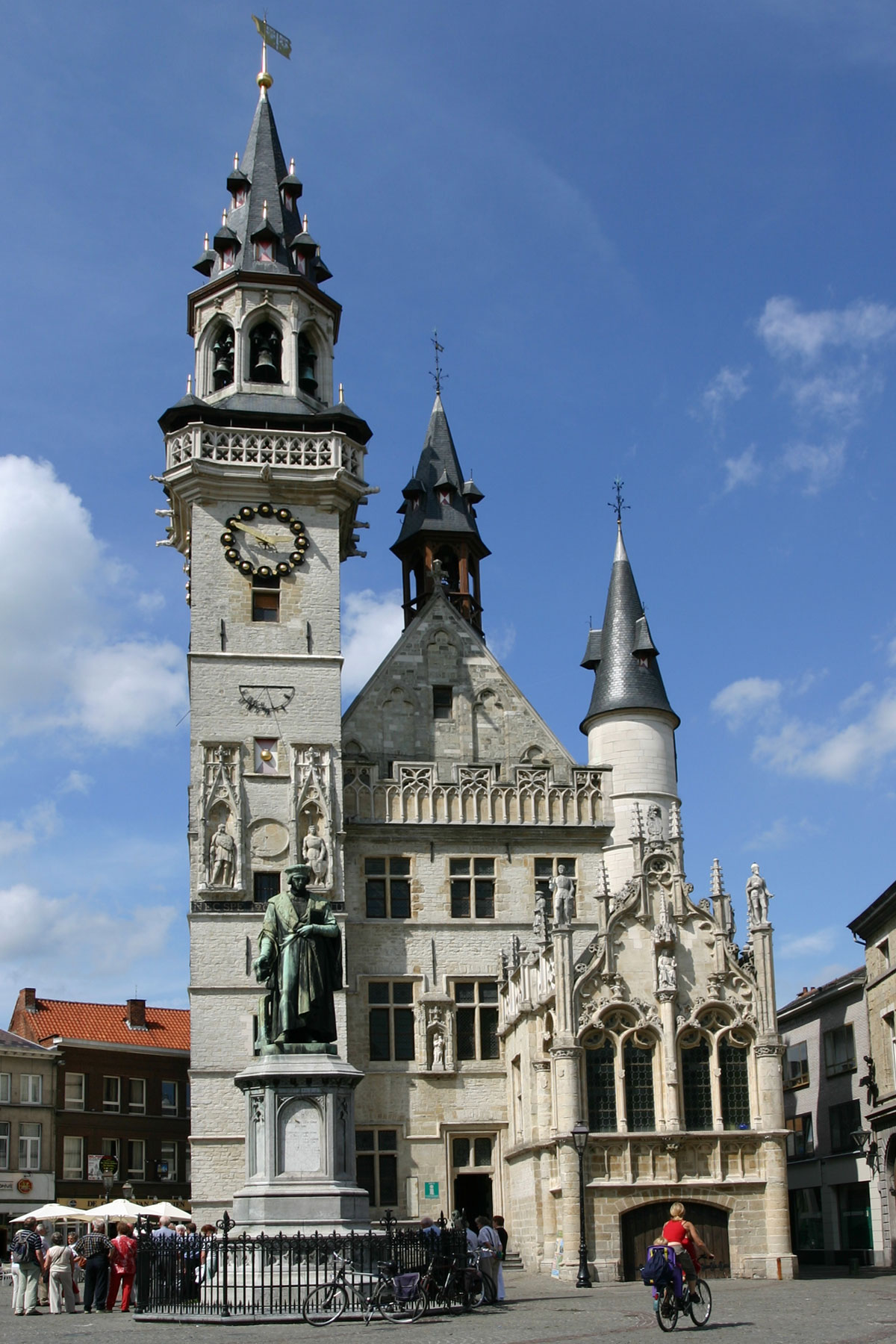
Campanario de Aalst.

La primera mención documentada de Aalst procede del año 840 d. C., en donde se describe como una dependencia de la Abadía benedictina de Lobbes. La construcción del corredor de la ciudad a mediados del siglo XII y varios manuscritos de este periodo han sobrevivido. Cuando fue destruida casi por un incendio en 1360, la ciudad fue reconstruida y su campanario reparado en el siglo XV. Más tarde fue tomada por los belgas y sirvió como capital de la provincia de Flandes, uniéndose a los Habsburgo en 1482. 
Aalst cambió de manos varias veces durante la guerra de los Ochenta Años (1568-1648). El 3 de noviembre de 1583 fue tomada por las tropas españolas, pasando a formar parte de los Países Bajos. Tiempo después fue conquistada por Francia en la Guerra de Devolución de 1667 y devuelta por el tratado de Aquisgran. En 1714 pasó al dominio de Austria. Fue ocupada por Francia en el verano de 1794, hasta que las tropas prusianas se apoderaron de la villa el 14 de diciembre de 1813. La economía basada en la industria textil prosperó con los franceses. El congreso de Viena la incluyó en el Reino Unido de los Países Bajos. El siglo XIX estuvo marcado por la crisis social causada por la Revolución Industrial, con el padre Adolf Daens a la cabeza de la defensa de los derechos del trabajador. Durante el siglo XX, Aalst fue ocupada por los alemanes durante las dos guerras mundiales.

## Demografía

### Evolución
Todos los datos históricos relativos al actual municipio, el siguiente gráfico refleja su evolución demográfica, incluyendo municipios después de efectuada la fusión el 1 de enero de 1977.
| Gráfica de evolución demográfica de Alost entre 1846 y 2020 |
|                                                             |

## Eventos
Aalst es famosa por su celebración del carnaval. Se elige a un Príncipe del carnaval al que se le permite "gobernar" la ciudad durante tres días. El domingo se organiza un gran desfile que cruza toda la ciudad, y en el que participan alrededor de 70 grupos y carrozas. El martes de carnaval se conoce allí como el día de Voil Jeannetten (literalmente las jovencitas sucias), en el que los hombres se disfrazan de mujer. Los festejos terminan tradicionalmente con la quema del muñeco en la tarde del jueves.
El carnaval de Aalst fue inscrito en 2010 en la lista representativa del Patrimonio Cultural Inmaterial de la Humanidad de la Unesco.

## Sitios de interés

### Campanario y Casa consistorial
El beffroi o campanario cívico de Aalst (Belfort van Aalst en neerlandés) es uno de los más antiguos de Flandes. Construido en 1225, fue reconstruido parcialmente después de sendos incendios, el primero en 1380 y el segundo tras un accidente con fuegos artificiales en 1879. El campanario se terminó en 1460, y al siguiente año se montó un carrillón fabricado por artesanos de Malinas. El actual carrillón, el sexto instalado desde aquel primero, tiene 52 campanas. Una inscripción en la torre recoge una de las divisas de Felipe II: nec spe, nec metu ("sin esperanza, sin miedo"). Una pequeña ventana de estilo gótico tardío, que da a la plaza del mercado, está adornada con cuatro estatuas de tamaño real añadidas en el siglo XVI. Este campanario forma parte del conjunto de campanarios cívicos de Bélgica y norte de Francia declarado por la UNESCO Patrimonio de la Humanidad.

### Otros lugares
- La Colegiata de San Martín, de estilo gótico y que data del siglo XV. Posee una famosa pintura de Rubens, "San Roque siendo nombrado por Cristo patrón de los enfermos de peste".
- Aalst posee un famoso tabernáculo que data de 1605 y contiene esculturas del artista Hieronymus Duquesnoy.
- La estatua de Dirk Martens (1446-1534), fundador de la primera imprenta de los Países Bajos.

## Economía
La industria textil aún sigue activa en Aalst, en parte gracias a la ocupación francesa. Esta ciudad no sólo produce textiles, sino que también fabrica la maquinaria necesaria para ello. En la zona rural se destaca la producción de un tipo de flor que se utiliza como agente estabilizante y aromatizante en la cerveza, y que se vende a las principales cerveceras de la zona.

## Ciudades hermanadas
- Gabrovo (Bulgaria)